# Péter Ferenc (politikus)
Péter Ferenc (Szováta, 1963. október 26. –) romániai magyar politikus, a Maros Megyei Tanács elnöke, Szováta város volt polgármestere.

## Életrajz
Nős, két gyerek édesapja. A közigazgatásban szerzett diplomát a marosvásárhelyi „Petru Maior” Tudományegyetem Gazdasági és Közigazgatási Fakultásán. A nagyszebeni Országos Közigazgatási Intézmény Mesterképzőjének végzettje, mint „Közigazgatási menedzser az Európai Integrációs folyamatban”. Közéleti szerepvállalásai: 1990-től RMDSZ-tag, 1999–től az RMDSZ szovátai választmányának tagja, 2003-tól az RMDSZ szovátai szervezetének elnöke, 2005-től az RMDSZ Maros Megyei szervezetének ügyvezető alelnöke; – 2000-től Szováta város polgármestere. 2011-ben a Székelyföldi Önkormányzati Tanács elnökének választották.
2020-tól a Maros Megyei Tanács elnöke.

## Politikai tevékenysége
Először is vissza kell adni az emberek hitét, hogy a Székelyföld igenis létezik, és alulról kell építkezni. Az önkormányzati struktúrákban kell ezt elkezdeni, hogy igenis Székelyföldben gondolkodunk. És ez gyakorlatilag egy plusz szervezési forma, hogy mi, önkormányzati vezetők összeülünk, megbeszéljük azokat a jellegzetes problémákat, gondokat, amellyel a Székelyföld küszködik, és ha ez a székelyföldi önkormányzati testület létezik, akkor talán úgy a politikában, mint a jogalkotásban talán jobban hallatszik a hangunk.